# Molophilus (Molophilus) tucumanus
Molophilus (Molophilus) tucumanus is een tweevleugelige uit de familie steltmuggen (Limoniidae). De soort komt voor in het Neotropisch gebied.